# شيخ رجب
شيخ‌ رجب هي قرية في مقاطعة هريس، إيران. عدد سكان هذه القرية هو 825 في سنة 2006.